# ناقل الحديد
نواقل الحديد (بالإنجليزية: Transferrins)‏ هي بروتينات سكرية تربط الحديد في بلازما الدم تضبط مستوى الحديد الحر في السوائل الحيوية.
يًرمز هذا البروتين الإنساني بالمورثة TF.
ترتبط البروتينات السكرية للترانسفيرين بالحديد بإحكام شديد، لكن هذا الارتباط عكوس.
بالرغم من أن ارتباط الحديد بالترانسفيرين أقل من 0.1% (4 ملغ) من حديد الجسم الكلي، إلا أنه تجمع الحديد الأكثر أهمية، مع المعدل الأعلى للتحوّل (25 ملغ\24 ساعة). يملك الترانسفيرين وزن جزيئي حوالي 80 كيلو دالتون(كيمياء) ويحتوي على موقعي ارتباط نوعيين لل Fe (III) إلفتهما عالية.ألفة الترانسفيرين للحديد Fe (III) عالية جداً (1023 M-1 في باهاء 7.4)  لكنها تتناقص تدريجياً بتناقص الباهاء تحت التعادلية. عندما لا يرتبط بالحديد، يُعرَف ب«أبوترانسفيرين» (انظر أيضاً أبوبروتين).

## آلية النقل
عندما يتدخل بروتين الترانسفرين المحمل بالحديد بمستقبلات الترانسفرين الموجودة على سطح الخلايا (مثل طلائع الحمر في نقي العظام) حيث ينتج عن هذا الارتباط ادخال الحديد إلى الخلايا عبر حويصلات بعملية الإلتقام الخلوي. تنخفض درجة حموضة هذه الحويصلات بفضل مضخة شوارد الهيدروجين إلى درجة باهاء 5,5 مما يجعل الترانسفرين يتخلى عن شوارد الحديد التي يحملها ومن ثم تنقل مستقبلات الترانسفرين عبر الحلقة الداخل خلوية لتعود إلى سطح الخلية وتتجهز لاستقبال جولة جديدة لقبط الحديد. كل جزئ من الترانسفرين لديه القدرة ان يحمل شاردتين من الحديد بالشكل الحديدي.
يتوضع الجين المرمز للترانسفيرين لدى البشر على الذراع 3q للصبغي 21.
قد يلجا الاطباء لتحري مستويات الترانسفرين المصلية لاستقصاء فقر الدم بعوز الحديد ، وكذلك في اضطرابات فرط حمل الحديد كما يحدث في الهيموكروماتوزيز أو (داء ترسب الأصبغة الدموية) .

## التركيب
عند البشر يتكون الترانسفرين من سلسلة عديد ببتيد يحوي 679 حمضاً أمينياً. يتألف البروتين من حلزونات ألفا وصفائح بيتا ليتشكل حيّزان. تتمثل السلاسل الانتهائية N,C بفصين كرويين وبين الفصين موقع ارتباط الحديد.
الحموض الأمينية التي تربط شاردة الحديد بالترانسفرين تكون متماثلة في كلا الفصين وهي حمضا
تيروزين، واحد هستيدين وواحد حمض الأسبارتيك . يتطلب ارتباط شاردة الحديد وجود صاعدة يفضل أن تكون الكربونات.
يمتلك الترانسفرين أيضا مستقبلاً رابطا للحديد؛ وهو عبارة عن وحديتين متماثلتين مربوطتين بروابط ثنائية الكبريت.
عند الإنسان يتكون كل موحود (مونومير) من 760 حمض أميني، وهو الذي يمكن الربيطة (ligand) من الارتباط بالترانسفرين، وكل مَوْحُود يستطيع أن يربط واحد أو اثنين من جزيئات الحديد.
يتكون كل موحود من ثلاثة قطاعات؛ وهي قطاع بروتياز، والقطاع الحلزوني، والقطاع القمي.
يشبه شكل الترانسفرين معقدا بشكل الفراشة، بسبب هذه القطاعات الشكلية الثلاثة الواضحة للترانسفرين.

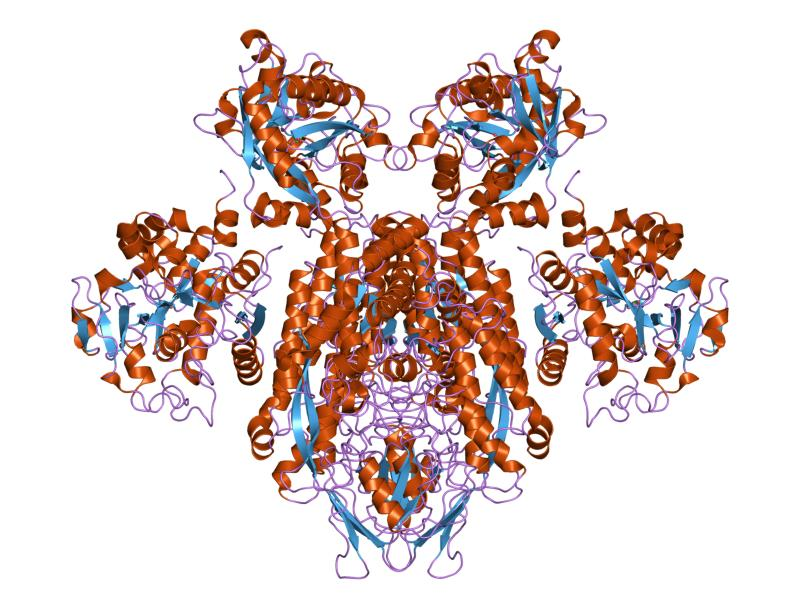
الترانسفرين مرتبط مع مستقبله .
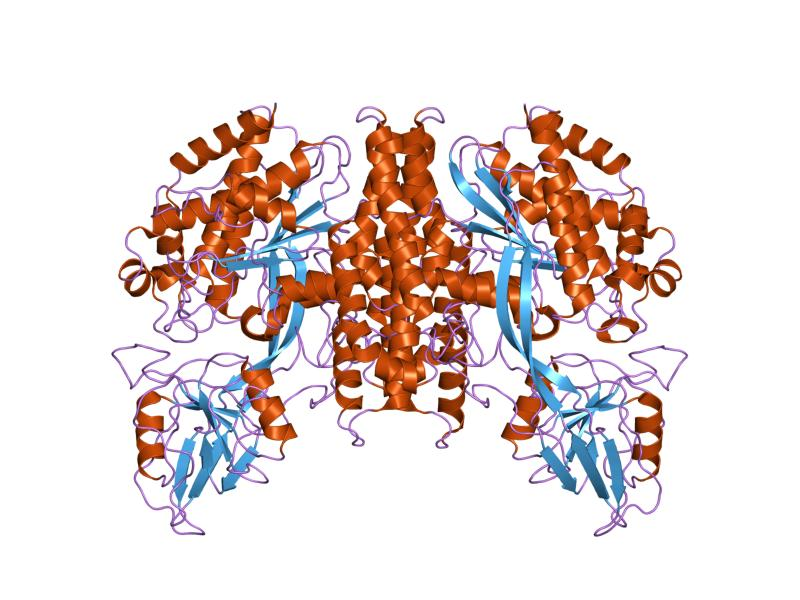
المعقد المكون لمستقبِل الترانسفرين .

## التوزع النسيجي
يعد الكبد مكان الاصطناع الأساسي للترانسفرين لكن تنتجه أيضاًأعضاء ونسج أخرى مثل الدماغ.الدور الأساسي للترانسفرين هو نقل الحديد من مراكز الامتصاص في العفج والكريات البيض البالعة إلى جميع النسج.
يلعب الترانسفرين الدور المفتاحي عندما يحدث توليد الكريات الحمراء والانقسام الفاعل للخلايا.
يساعد المستقبل في الحفاظ على استتباب الحديد داخل الخلايا وذلك بالتحكم بتراكيز الحديد 

## الجهاز المناعي
يرتبط الترانسفيرين أيضا بالجهاز المناعي الغريزي فهو موجود في الغشاء المخاطي ويرتبط بالحديد مما يخلق بيئة فقيرة بالحديد الحر تؤدي لعرقلة قدرة البكتريا على الحياة في عملية تدعى بحجب الحديد.
وتتناقص مستويات الترانسفيرين في الالتهابات.

## دوره في الأمراض
يشاهد ازدياد مستوى الترانسفيرين في المصورة غالبا عند المرضى الذين يعانون من فقر الدم بعوز الحديد.
ويحدث انخفاض مستوى الترانسفيرين في أمراض الاندخال بالحديد وسوء التغذية البروتينية.
إن غياب الترانسفيرين ينتج عن اضطراب وراثي نادر يعرف بغياب الترانسفيرين في الدم (ِAtransferrinemia)
وهو حالة تتميز بفقر الدم واندخال الحديد في أنسجة القلب والكبد (الهيموسيدروزيز) مما يؤدي لعدة مضاعفات تتضمن الإخفاق القلبي.
وقد تبين مؤخرا أن الترانسفيرين ومستقبلاته يقللان من الخلايا الورمية عن طريق استخدام مستقبلاته لجذب الأضداد.

## تأثيرات أخرى
تؤثر خصائص الارتباط المعدنية للترانسفيرين بشكل كبير على الدراسة الكيميائية الحيوية للبلوتونيوم عند البشر.
ويزداد مستوى نقص الترانسفيرين المرتبط بالكربوهيدرات في الدم مع التعاطي المفرط للكحول (الإيتانول) وهو ما يمكن مراقبته بالفحوصات المخبرية.

## الإمراضية
يترافق العوز عادة مع فقد الترانسفرين من الدم (بالإنجليزية: atransferrinemia)‏.

## المجالات المرجعية
كمثال عن المجال المرجعي للترانسفرين نذكر المجال 204-360 ملغ/دل. يجب ترجمة نتائج الاختبار في المخبر باستخدام المجال المرجعي الذي يقدمه نفس المخبر الذي قام بالاختبار.

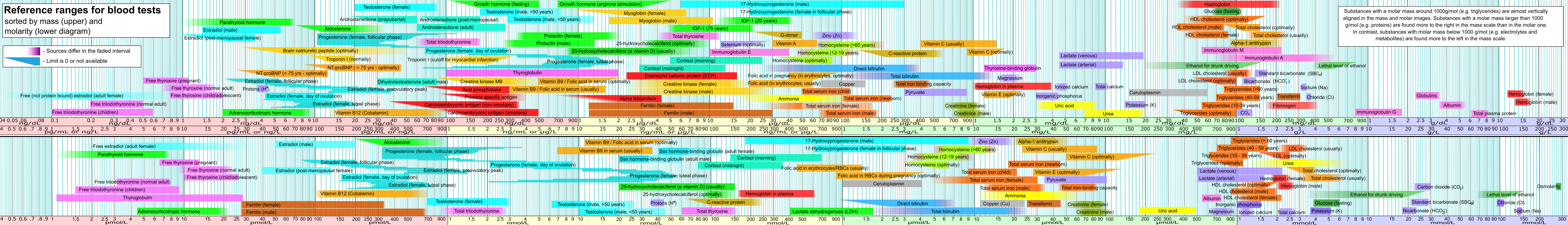
المجالات المرجعية للاختبارات الدموية, المجالات المرجعية لاختبارات الدم تكون بمقارنة محتوى الدم من الترانسفرين والمركبات الأخرى المتعلقة بالحديد (التي تظهر باللون البني والبرتقالي) مع محتواه من المكونات الأخرى

يمكن أن يشير مستوى الترانسفرين المرتفع إلى فقر دم بعوز الحديد. يتم استخدام مستويات حديد المصل، والسعة الكلية الرابطة للحديد (TIBC) بالمشاركة مع الترانسفرين من أجل تحديد نوع أي شذوذ.

## التداخلات
لقد أظهر الترانسفرين أنه يتفاعل مع عامل النمو الثاني الشبيه بالأنسولين  ومع IGFBP3. يتم تنظيم انتساخ الترانسفرين صعوداً بواسطة حمض الريتينوئيك.

## البروتينات ذات الصلة
أعضاء العائلة تشمل الترانسفرين المصلي في الدم (أو السيدروفيلين والذي يدعى عادة ببساطة الترانسفرين)، والترانسفرين اللبني (اللاكتوفيرين)، وترانسفرين الحليب، وترانسفرين بياض البيض (الكونالبومين) والترانسفرين المعدني المترافق مع الغشاء.